# Orieux
Orieux ist eine französische Gemeinde mit 110 Einwohnern (Stand 1. Januar 2022) im Département Hautes-Pyrénées in der Region Okzitanien (vor 2016: Midi-Pyrénées). Sie gehört zum Arrondissement Tarbes und zum Kanton La Vallée de l’Arros et des Baïses.
Die Einwohner werden Oroix genannt.

## Geographie
Orieux liegt circa 18 Kilometer östlich von Tarbes in der historischen Grafschaft Bigorre.
Umgeben wird Orieux von den sechs Nachbargemeinden:
|            | Sère-Rustaing                               | Bugard    |
| Peyriguère | Kompassrose, die auf Nachbargemeinden zeigt | Bonnefont |
| Moulédous  | Bernadets-Dessus                            |           |

Orieux liegt in den Einzugsgebieten der Flüsse Adour und Garonne.
Nebenflüsse des Arros durchqueren das Gebiet der Gemeinde:
- der Allier,
- der Bouès und
- die Chella, die in Orieux entspringt.

Der Lizon, ein Nebenfluss der Baïse, bildet die natürliche Grenze zur östlichen Nachbargemeinde Bonnefont. Dabei wird der Fluss zu einem Stausee auf den Gebieten der beiden Gemeinden aufgestaut.

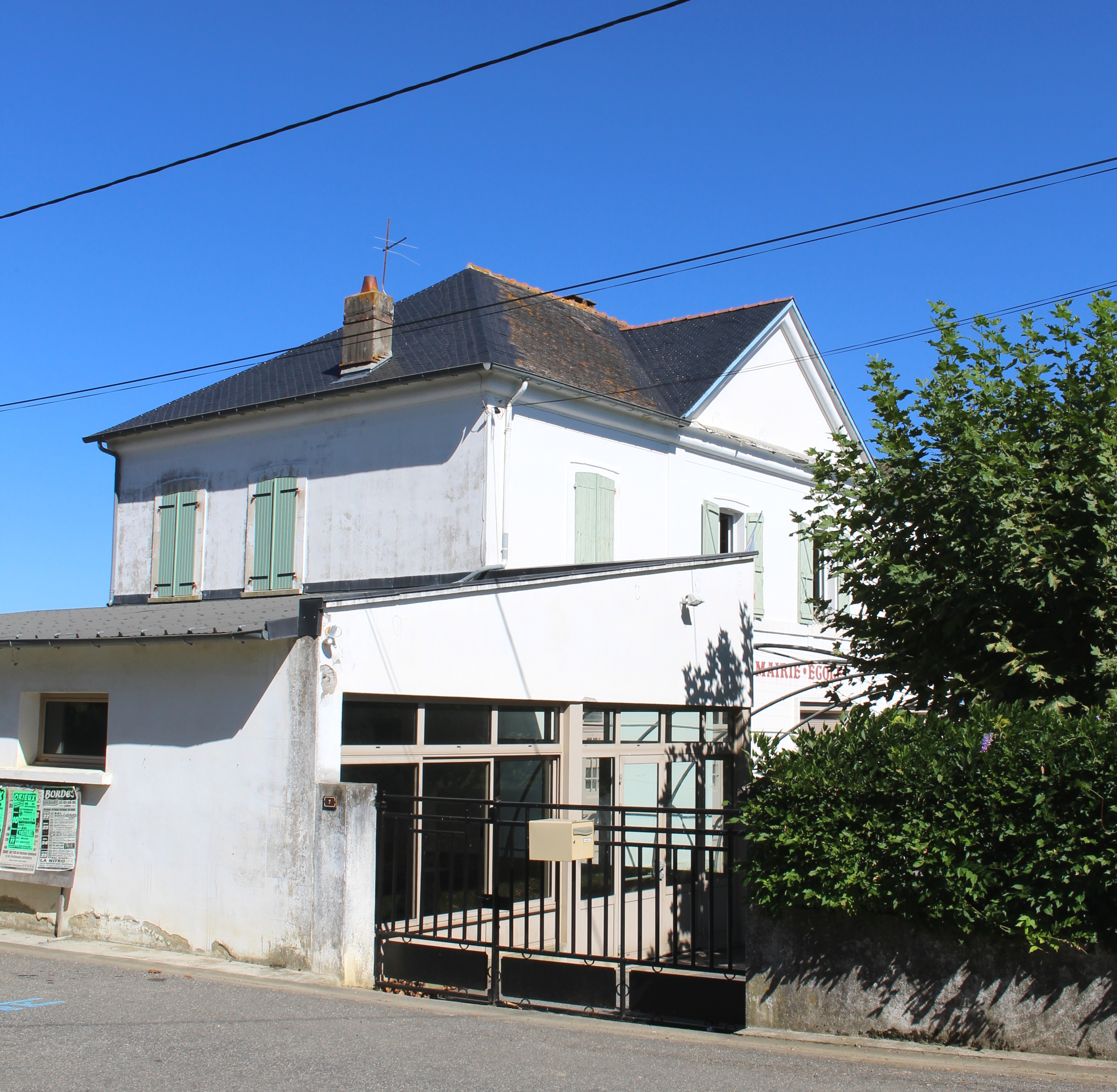
Bürgermeisteramt (Mairie) von Orieux

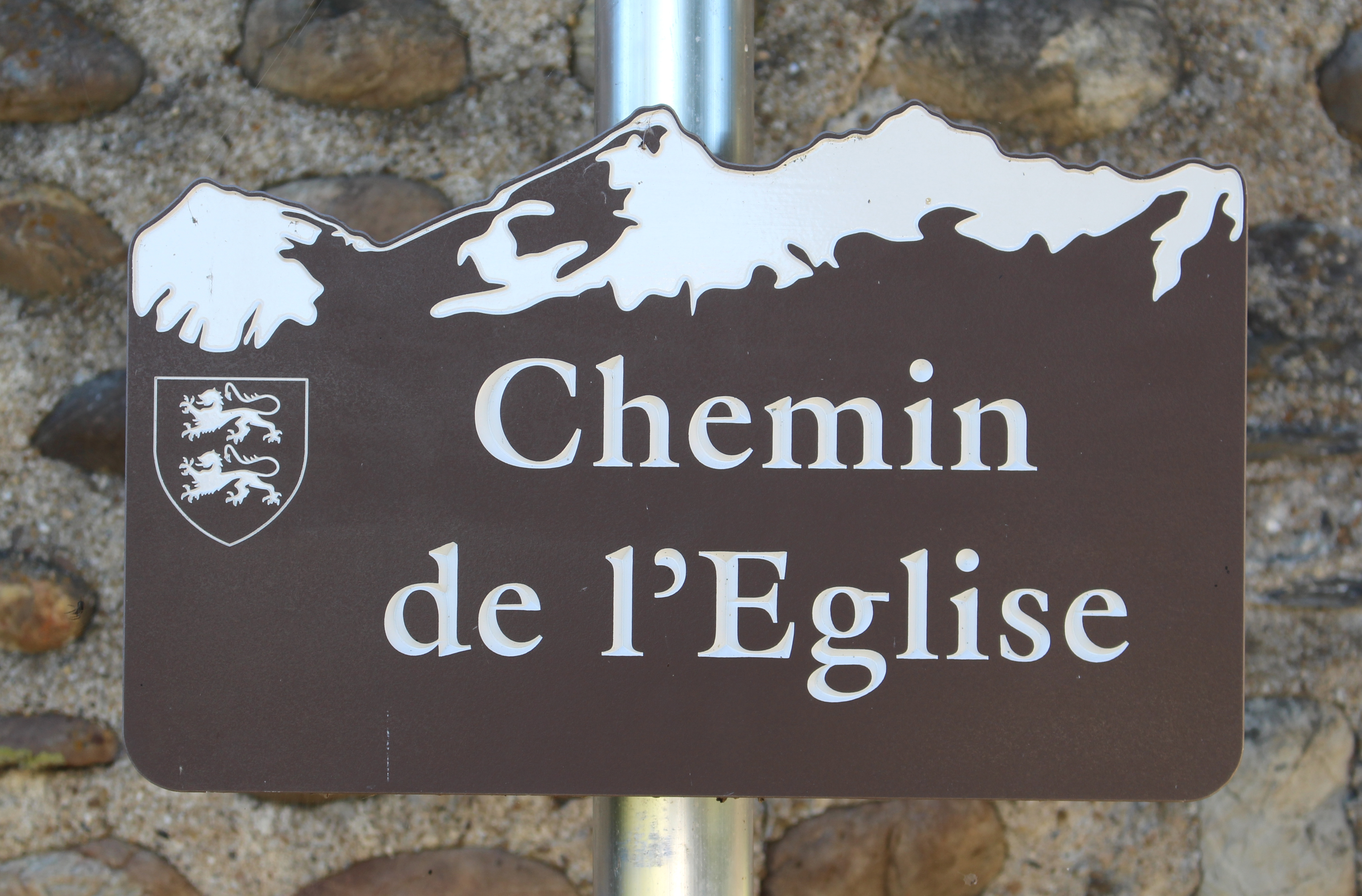
Straßenschild

## Toponymie
Der okzitanische Name der Gemeinde heißt Aurius. Sein Ursprung ist unklar.
Ein Spitzname der Bewohner der Gemeinde lautet Los cantaires (deutsch die Sänger). Er ist darauf zurückzuführen, dass die Oroix bei der Messe in Tournay zu Ehren der Krönung Napoleon Bonapartes gesungen haben. Ein weiterer Spitzname ist Los sauvatges (deutsch die Wilden, d. h. die Cagots).
Toponyme und Erwähnungen von Orieux waren:
- Colomer de Orils? (gegen 1140, Kopialbuch der Vicomtes von Lavedan, genannt Livre vert de Bénac),
- Orius (1285 und 1379, Volkszählung des Adels im Bigorre bzw. Prokuration Tarbes),
- Orios (1313, Steuerliste Debita regi Navarre),
- de Oriuis (1369, Larcher, Castelbajac),
- Orieux (1389, Larcher, Castelbajac),
- Orius (1429, Zensusliste der Grafschaft Bigorre),
- Ourieux (1750 und 1790, Karte von Cassini bzw. Département 1),
- Aurieux (1791, Kirchenbücher),
- Orieux (1793 und 1801, Notice Communale bzw. Bulletin des lois).[3][4][5]

## Einwohnerentwicklung
Nach Beginn der Aufzeichnungen stieg die Einwohnerzahl bis zur zweiten Hälfte des 19. Jahrhunderts auf einen Höchststand von 330. In der Folgezeit sank die Größe der Gemeinde bei kurzen Erholungsphasen bis zur ersten Dekade des 21. Jahrhunderts auf rund 110 Einwohner, bevor eine Phase leichter Erholung einsetzte.
| Jahr      | 1962 | 1968 | 1975 | 1982 | 1990 | 1999 | 2006 | 2011 | 2022 |
| --------- | ---- | ---- | ---- | ---- | ---- | ---- | ---- | ---- | ---- |
| Einwohner | 141  | 132  | 126  | 127  | 120  | 113  | 110  | 103  | 110  |

## Sehenswürdigkeiten

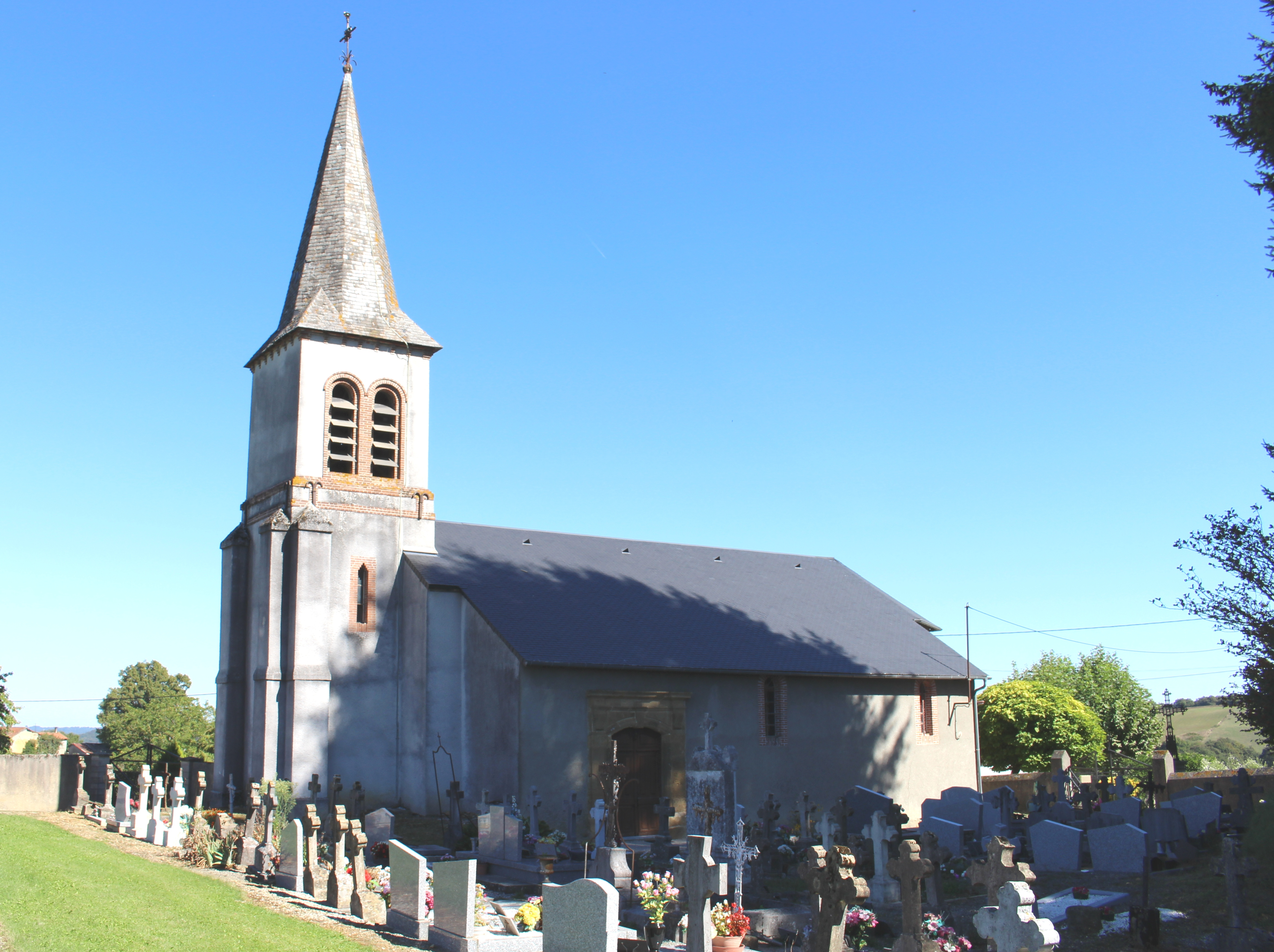
Pfarrkirche Martyre-de-Saint-Jean-Baptiste

### PfarrkircheMartyre-de-Saint-Jean-Baptiste
Die dem Märtyrertod des Johannes des Täufers geweihte Kirche birgt eine Reihe von Ausstattungsgegenständen, die seit dem 18. März 2010 als Monument historique eingeschrieben sind:
- der Hauptaltar mit seinem Altarretabel und seinem dreiteiligen Tabernakel,
- das Altarretabel der südlichen Seitenkapelle,
- die Chorschranke aus dem 19. Jahrhundert,
- ein Sitz des Zelebranten,
- vier Statuen aus vergoldetem Holz oberhalb des Altarretabels des Hauptaltars und
- vier Kerzenständer des Hauptaltars.[7]

## Wirtschaft und Infrastruktur

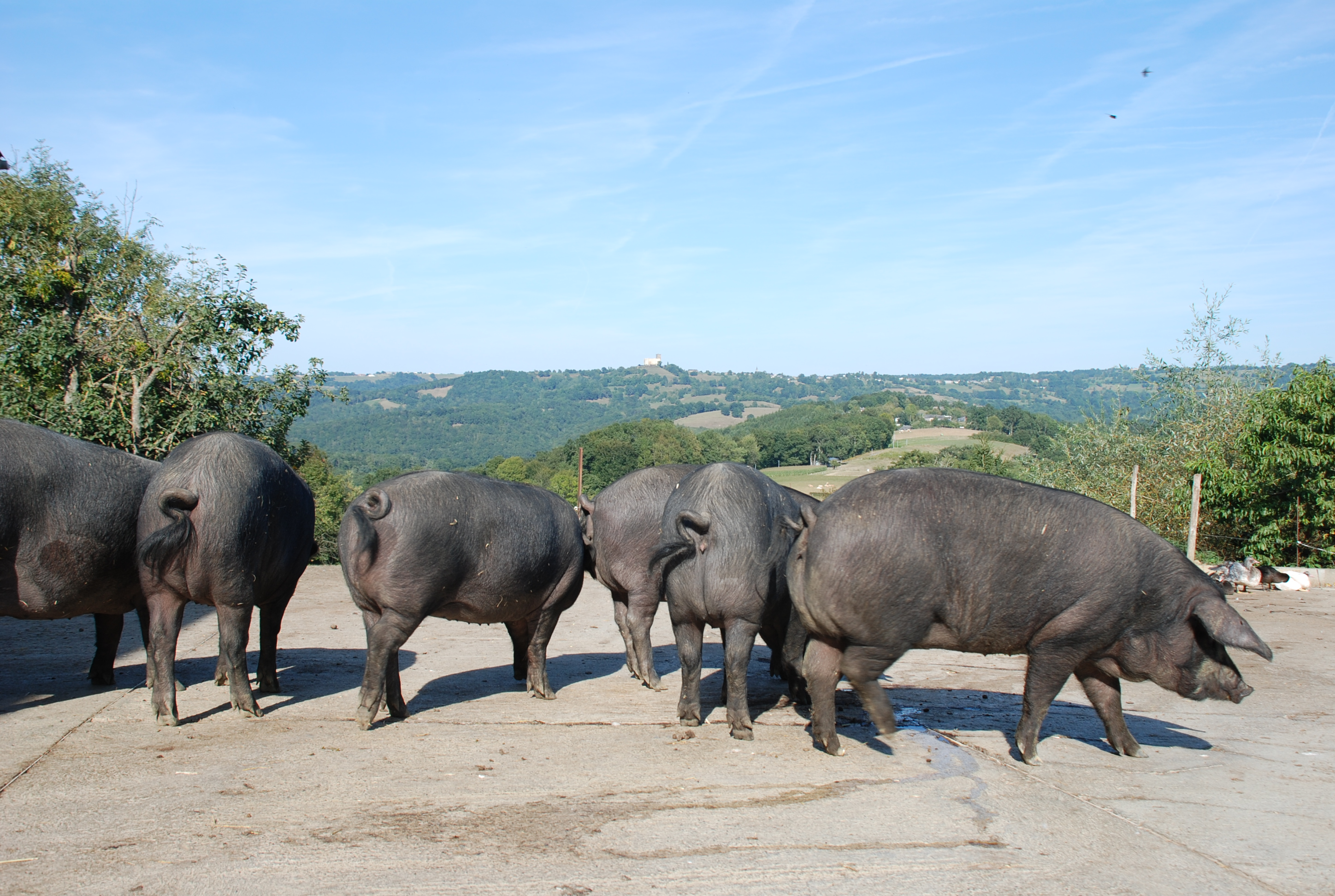
Porcs Noirs de Bigorre

Orieux liegt in den Zonen AOC der Schweinerasse Porc noir de Bigorre und des Schinkens Jambon noir de Bigorre.

### Verkehr
Orieux wird von den Routes départementales 11, 21 und 136 durchquert.